# Alfredo Floristán Imízcoz
Alfredo Floristán Imízcoz (Pamplona, 28 de junio de 1955) es profesor universitario e historiador español especializado en la Historia Moderna de Europa, de España y de Navarra, siendo autor de varios libros, algunos de ellos utilizados como manuales universitarios en la materia.

## Biografía
Nacido en Pamplona el 28 de junio de 1955, es hijo del catedrático de Geografía de la Universidad de Navarra, Alfredo Floristán Samanes y de Carmen Imízcoz. Se licenció y doctoró en Filosofía y Letras (Sección de Historia) en la Universidad de Navarra con una tesis titulada La merindad de Estella en la Edad Moderna: los hombres y la tierra, dirigida por el catedrático Valentín Vázquez de Prada y que fue publicada por la Institución Príncipe de Viana en 1982.
Estuvo trabajando como profesor universitario en la Universidad de Navarra hasta que el 4 de junio de 1986 es nombrado profesor titular de Historia Moderna en la Universidad de Alcalá donde trabaja como catedrático.
Es miembro de la Sociedad de Estudios Históricos de Navarra y también ha sido miembro del Consejo Navarro de Cultura.

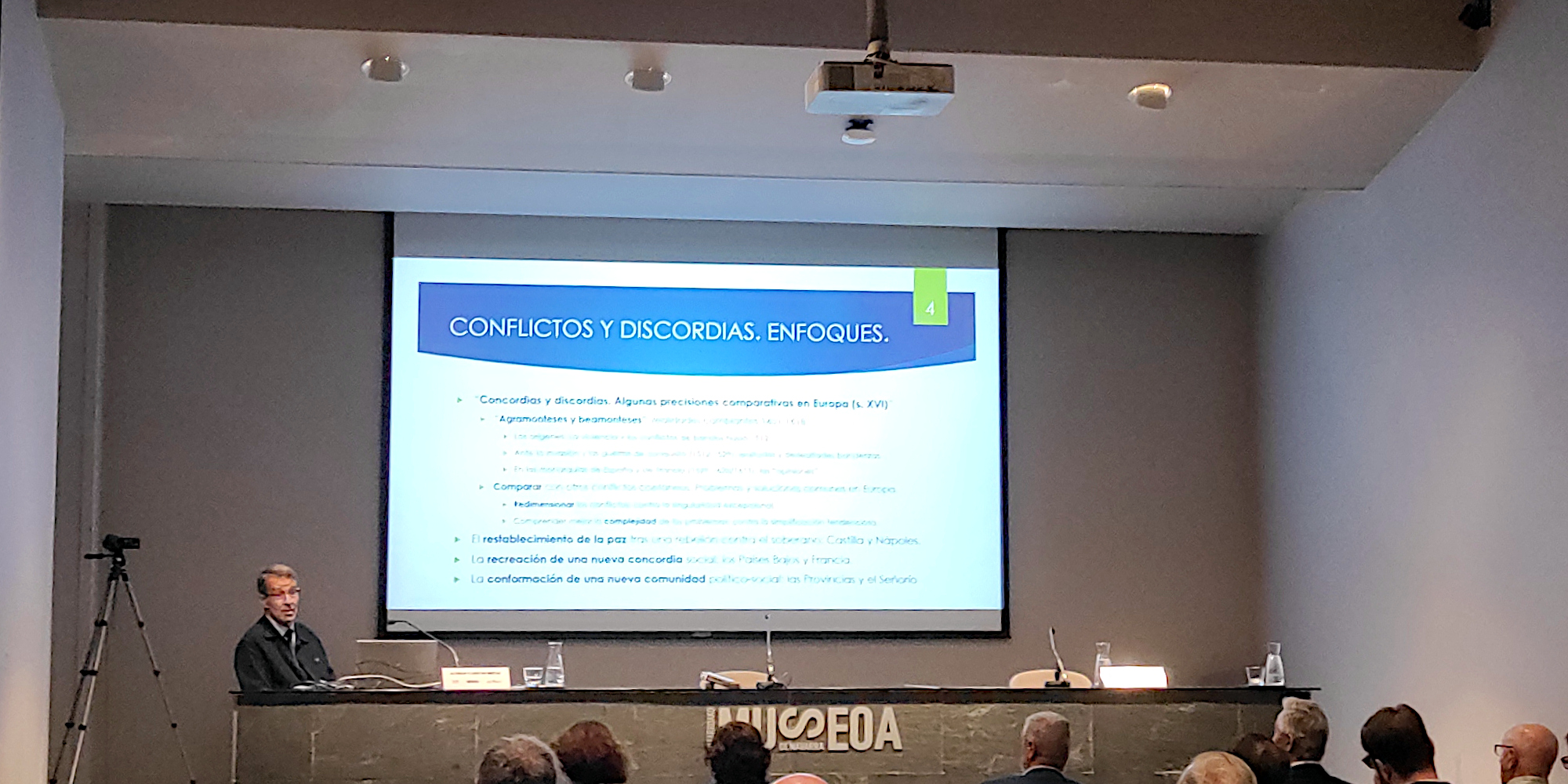
Alfredo Floristán durante la conferencia inaugural del organizado por la Sociedad de Estudios Históricos de Navarra.

## Obras y publicaciones

### Artículos
Entre los numerosos artículos escritos reseñar algunos que sobresalen por su carácter de síntesis de temas y periodos de la Historia Moderna de Navarra como:
- «Población de Navarra en el siglo XVI». Príncipe de Viana 43 (165): 211-262. 1982. ISSN 0032-8472. Consultado el 8 de septiembre de 2022.
- «Evolución de la población de Navarra en el siglo XVII». Príncipe de Viana 46 (174): 205-234. 1985. ISSN 0032-8472. Consultado el 8 de septiembre de 2022.
- «La Historia de Navarra en la Edad Moderna (1512-1750)». Príncipe de Viana. Anejo (6): 167-194. 1987. ISSN 1137-7054. Consultado el 8 de septiembre de 2022.

### Libros
Además de numerosos artículos en revistas científicas, como la revista Príncipe de Viana, es autor y coordinador de varias libros.

#### Autor
- Comercio de granos (siglos XVI-XIX). Navarra. Temas de Cultura Popular (397). Diputación Foral de Navarra, Dirección de Turismo, Bibliotecas y Cultura Popular. 1982. ISBN 84-235-0548-0. OCLC 1026367274. Consultado el 8 de septiembre de 2022.
- La merindad de Estella en la Edad Moderna : los hombres y la tierra. Institución Príncipe de Viana. 1982. ISBN 84-235-0573-1. OCLC 310605715. Consultado el 8 de septiembre de 2022. publicación de su tesis doctoral presentada en la Universidad de Navarra.
- Fuentes para la política oriental de los Austrias: la documentación griega del Archivo de Simancas (1571-1621). Universidad de León, Servicio de Publicaciones con la colaboración de la Caja de Ahorros y Monte de Piedad de León. 1988. ISBN 84-7719-105-0. OCLC 24630405. Consultado el 8 de septiembre de 2022.
- La monarquía española y el gobierno del Reino de Navarra, 1512-1808 : comentarios de textos históricos. Gobierno de Navarra, Departamento de Educación, Cultura y Deporte. 1991. ISBN 84-235-1043-3. OCLC 28988943. Consultado el 8 de septiembre de 2022.
- El reino de Navarra y la conformación política de España (1512-1841). Akal. 2014. ISBN 978-84-460-2968-7. OCLC 874543968. Consultado el 8 de septiembre de 2022.

#### Coordinador
En otras obras, además de autor, ha ejercido como coordinador editorial:
- Historia de España en la Edad Moderna (1 edición). Ariel. 2011. ISBN 978-84-344-1358-0. OCLC 753625154. Consultado el 8 de septiembre de 2022. empleado como manual universitario.
- 1512, conquista e incorporación de Navarra : historiografía, derecho y otros procesos de integración en la Europa renacentista (1a ed edición). Editorial Ariel. 2012. ISBN 978-84-344-0075-7. OCLC 808619535. Consultado el 8 de septiembre de 2022.
- Historia moderna universal (1 edición). Ariel. 2015. ISBN 978-84-344-2161-5. OCLC 933234639. Consultado el 8 de septiembre de 2022. empleado como manual universitario.

## Premios y reconocimientos
- En 2015 fue candidato al Premio Príncipe de Viana de la Cultura, la propuesta fue realizada por Luis Javier Fortún, archivero-bibliotecario del Parlamento de Navarra y miembro del Consejo Navarro de la Cultura, al cual también había pertenecido Alfredo Floristán, teniendo como avalistas a Carmen Sanz Ayán, como ganadora del Premio Nacional de Historia en 2014, a Pablo Fernández Albadalejo, Premio Nacional de Historia en 2010, y a Xavier Gil Pujol, catedrático de la Universidad de Barcelona.[7]